# Eurhopalothrix biroi
Eurhopalothrix biroi är en myrart som först beskrevs av Szabo 1910.  Eurhopalothrix biroi ingår i släktet Eurhopalothrix och familjen myror. Inga underarter finns listade i Catalogue of Life.